# Валенсийский залив
Валенси́йский зали́в (исп. Golfo de Valencia) — залив на западе Средиземного моря, часть Балеарского моря, омывающий восточные берега Испании. Крайние точки: на юге — мыс Нао близ Аликанте, на севере — мыс Тортоса в дельте Эбро. Длина — 42,5 км, ширина — 144 км, глубина — до 500 м. Среднегодовая температура воды — +18 °C. Солёность — 37 ‰. Приливы смешанные, высотой до 0,1 м. Залив разделён пополам нулевым меридианом.
Длина береговой линии — 400 км. Берега низменные и песчаные, присутствуют болота. Район валенсийского залива подвергся недавнему опусканию. В залив впадает несколько рек, главной из которых является Хукара. Перед побережьем области Кастельон-де-ла-Плана расположен архипелаг островов Колумбретес.
Основные порты — Валенсия, Гандия, Кастельон-де-ла-Плана, Сагунто. Залив плотно населён, большая часть побережья застроена жилыми районами и курортными зонами. Крупнейшими курортными зонами являются Коста-Бланка и Коста-дель-Асаар, включающие такие курорты, как Агилас, Аликанте, Альтеа и Картахена. Несмотря на это, существуют также и изолированные бухты, к примеру, в районе Дении и Пеньисколы.
Благодаря низменным и плодородным землям, побережье благоприятно для сельского хозяйства. Преобладающими культурами являются рис, цитрусовые и просо.